# Amantissimus
Die Enzyklika Amantissimus von Papst Pius IX. richtete sich an die Bischöfe der östlichen Kirchen. Mit diesem am 8. April 1862 erlassenen Apostolischen Rundschreiben mahnte der Papst die Einheit der östlichen mit der katholischen Kirchen an.
Um die Bischöfe der östlichen Kirche auf die Einheit der katholischen Kirche einzustimmen, verweist der Papst auf die Einsetzung des Apostels Petrus durch Jesus Christus. Der Heilige Stuhl sei der Bewahrer und Wächter der Einheit. Es ist der Wille Gottes, so führt er an,  dass seine Nachfolger und die von ihm eingesetzten Mitarbeiter den Gesetzen und den Dogmen folgen. Von hier aus erfolgen alle grundsätzlichen Anweisungen und Lehren, er, der Hl. Stuhl, ist die höchste Macht der katholischen Kirche.
Der Papst beklagt die Versuche sich von der Katholischen Kirche abzuwenden und sich den östlichen Riten zuzuwenden. Er fordert die Bischöfe weiterhin auf, in ihren Diözesen für die Einhaltung der Katholischen Lehre einzutreten und auf die Ausbildung des Klerus Einfluss auszuüben.
Im Schlussteil hebt der Papst besonders die Arbeit der Mönche hervor, die durch ihr vorbildliches Leben und Schaffen, aber auch ihre Disziplin, zum Wohl der Kirche und des Glaubens beitragen.